# Antisuyo
El Antisuyo o Andesuyo (en quechua: Anti suyu 'parcialidad oriental') fue un suyo del Imperio incaico, ubicado en parte de la amazonia de Sudamérica como lo evidencian los topónimos, usos y costumbres de esas regiones. Comprendió principalmente parte de las yungas y ceja de montaña donde dejaron huellas como la construcción de Machu Picchu, de las cuencas de los ríos Urubamba y Madre de Dios. 
Podría decirse que la primera navegación fluvial organizada y planificada del Perú, se dio en época del sapa inca Inca Yupanqui, ya que movilizó 10 000 hombres en balsas navegando los ríos, tarea que demoró dos años, resultó una catástrofe para los Incas, ya que según algunos autores solo retornaron 1000 soldados vivos. Tras someter a los asháninkas (conocidos por los incas como campas o antis), muy pocos retornaron.
El nombre de anti en lengua quechua enunciaba los escarpados montes de la ceja de selva que se hallaban entre el llano amazónico y las tierras altas. Estos parajes de la Amazonia andina sirvieron para la siembra de la coca.

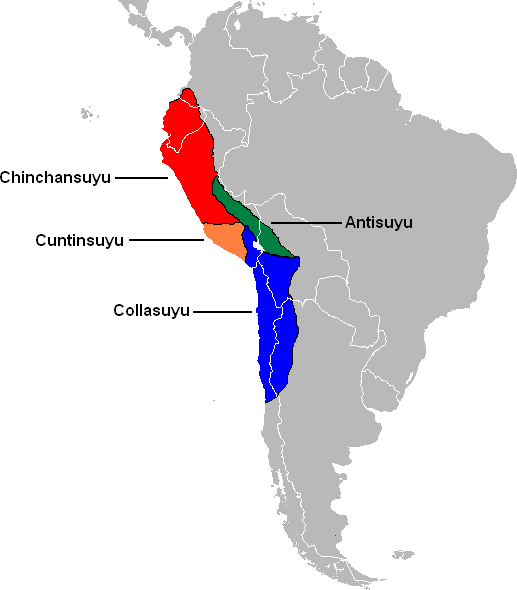
Mapa del imperio incaico: Chinchaysuyo (en rojo), Collasuyo (en azul), Antisuyo (en verde) y Contisuyo (en amarillo).

## Huamani
Los incas dividieron cada suyo en wamani o provincias. Para ellos el Antisuyo incluyó los huamanis de:
- Canas o Kanas
- Campa o Cambas o Thampas
- Chunchos
- Cochabamba
- Cunibo
- Lare o Lari, cuyos habitantes eran «incas de privilegio»

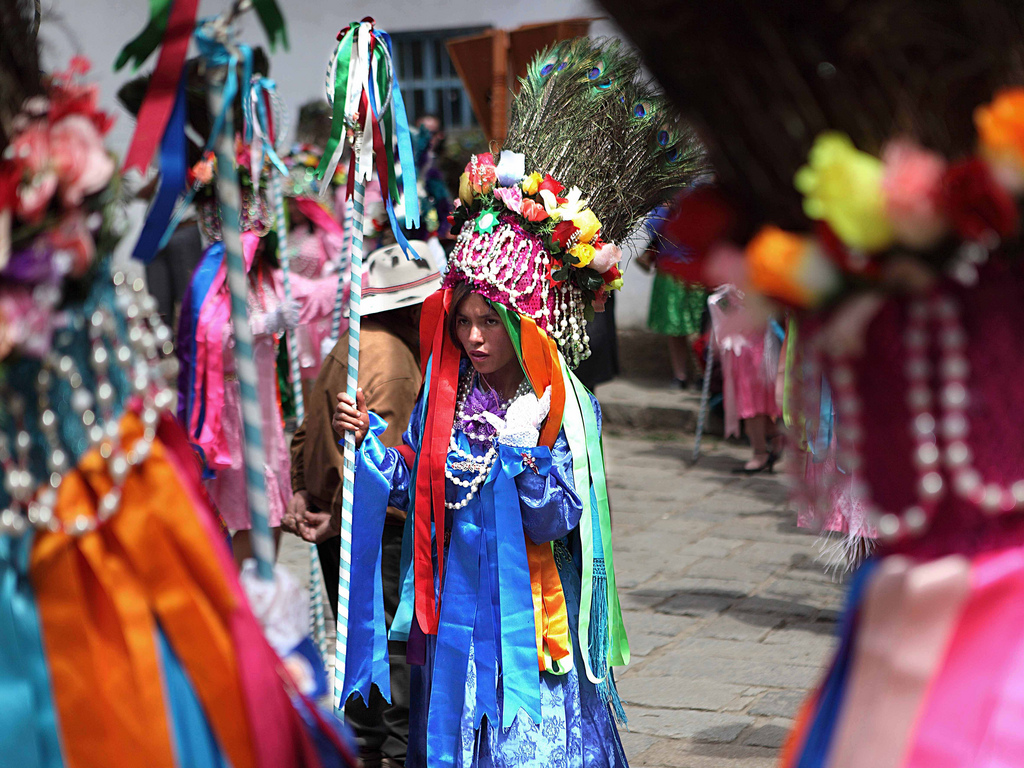
Atuendo de una bailarina de la danza de origen inca anti runa, presentada en el pueblo de Chacas, región de Áncash.

- Machiguenga
- Omasayo o Uma suyu
- Paucartambo o Pawqar tampu
- Piro
- Shipibo
- Tarata
- Vilcabamba o Willka pampa